# بدهی تورمی
بدهی تورمی (به انگلیسی: بدهی تورمی) نظریه ای است که بیان می‌کند رکود و رکود بزرگ، ناشی از افزایش همه‌جانبه بدهی‌های حقیقی به دلیل کاهش قیمت‌ها و افزایش ارزش واحد پولی است که باعث می‌شود مردم نتوانند وام‌های مصرف‌کننده و وام مسکن خود را پرداخت کنند. دارایی‌های بانکی به دلیل عدم باز پرداخت بدهی توسط مردم سقوط می‌کند و به دلیل اینکه ارزش وثیقه آنها کاهش می‌یابد و منجر به موجی از ورشکستگی‌های بانکی، کاهش وام دهی، کاهش تمدید مهلت بازپرداخت و کاهش هزینه‌ها می‌شود: چرخه اعتبار علت چرخه اقتصادی است.
این تئوری توسط ایروینگ فیشر پس از سقوط وال استریت در سال ۱۹۲۹ و به دنبال آن رکود بزرگ توسعه یافته‌است. نظریه بدهی تورمی قبل از اینکه توسط فیشر مطرح شود در بحث‌های جان مینارد کینز مطرح بود ولی او این نظریه را در مقایسه با دیگر ایده اش که بعدها نظریه دام نقدینگی نام گرفت ناقص ارزیابی می‌کرد. با این حال، این نظریه از دهه ۱۹۸۰ میلادی به بعد در هر دو مکتب اصلی اقتصاد، یعنی جریان اصلی علم اقتصاد (کلاسیک‌ها) و مکتب دگراندیشانهی اقتصاد پسا کینزی طرفدارانی پیدا کرد که جان تازه ای به این نظریه داد، و متعاقباً توسط اقتصاددانان پسا کینزی چون هایمن مینسکی و توسط اقتصاددان جریان اصلی بن برنانکه توسعه یافت.
بحث تورم هم بهتر است قبل شروع بحث خوانده شود

## قاعده فیشر (۱۹۳۳)
در قاعده بدهی تورمی فیشر، زمانی که حباب بدهی بترکد توالی حوادث زیر رخ می‌دهد:
با فرض اینکه، در مقطعی از زمان، ایالتی با بدهی بیش از حد وجود دارد،
این موضوع منجر به اخطار دادن به بقیه توسط طلبکاران یا بدهکاران یا هر دو و تحلیل رفتن نقدینگی می‌شود. پس از این اتفاق ممکن است با زنجیره ای از اتفاق‌ها که در متن ذیل در قالب نه پیوند آمده روبرو شویم.
1. انحلال بدهی باعث ایجاد رکود در فروش
2. کسری در عرضه پول می‌شود، در حالی که وام‌های بانکی پرداخت می‌شود و سرعت گردش سپرده‌ها کاهش می‌یابد. این کاهش در عرضه پول و سرعت گردش پول بوسیله رکود در فروش تشدید شد، که باعث
3. افت سطح قیمت دارایی‌ها، به عبارتی دیگر بالا رفتن دلار شد. همان‌طور که پیش تر گفته شد این افت قیمتها به دلیل دخالت سیاست‌های دولت نیست در غیر این صورت باید توقع
4. سقوط بیشتر ارزش خالص مشاغل، که باعث ایجاد موجی از ورشکستگی‌ها و
5. سقوط نرخ سود می‌شود که با دیدگاه سرمایه‌داری این سقوط در سود خصوصی جامعه است که نگرانی بنگاه‌هایی را که در حال ضرر دادن هستند را به سمتی هدایت می‌کند که
6. کاهش تولید، تجارت و استخدام نیروی کار را داشته باشند. این ضررها، ورشکستگی‌ها و افزایش بیکاری، باعث به‌وجود آمدن
7. بدبینی و از دست دادن اعتماد به نفس می‌شود که به نوبه خود باعث
8. احتکار پول و کاهش بیشتر سرعت گردش سرمایه می‌شود.

- هشت اتفاق فوق باعث
۹. اختلالات پیچیده و سقوط در نرخ بهره اسمی و افزایش نرخ بهره حقیقی می‌شود.

## - فیشر (۱۹۳۳)

### رد فرضیات قبلی
فیشر قبل از تئوری بدهی تورمی خود با که در آن زمان بین اقتصاددانان ارجح است و هنوز هم در جریان اصلی علم اقتصاد ارجح می‌باشد، یعنی نظریه تعادل عمومی موافق بود. برای اعمال این امر در بازارهای مالی، که معاملات در طول زمان را به صورت بدهی شامل می‌شود - دریافت پول در حال حاضر در ازای چیزی در آینده - او دو فرض دیگر را مطرح کرد:
الف) بازار باید تمیز شود و با توجه به هر بازه زمانی، پاکسازی شود.
ب) بدهی‌ها باید پرداخت شود. (Fisher 1930)
با توجه به رکود، او تعادل را رد کرد، و خاطرنشان کرد که در واقع ممکن است بدهی‌ها پرداخت نشود، اما در عوض پیش فرض می‌کند:
فرض اینکه برای هر دوره بلند مدت، متغیرهای اقتصادی یا هر یک از اجزای آنها در تعادلی کامل ثابت باقی می‌مانند به همان میزان پوچ است که فرض شود در اقیانوس اطلس هیچ موجی وجود نداشته باشد.

## - فیشر (۱۹۳۳)
وی همچنین این عقیده را رد کرد که اعتماد به نفس بیش از حد، به جای بدهی ناشی از آن، عامل مهمی در رکود اقتصادی است:
من گمان می‌کنم که اعتماد به نفس بیش از حد به ندرت ضرر بزرگی وارد می‌کند، غیر از زمانیهایی که قربانی خود را به بدهکار شدن فریب می‌دهد.
در زمینه این نقل قول و توسعه نظریه او و نقش اصلی آن در بدهی، یادآوری می‌شود که فیشر بخاطر اعتماد به نفس بیش از حد قبل از سقوط بورس با خرید قرضی سهام بدهی بالا آورد و بسیار آسیب دید.
سایر تئوری‌های بدهی تورمی معتقدند بدهی‌ها باید پرداخت شوند، با توجه به نقشی که، ورشکستگی و سلب مالکیت در اقتصادهای مدرن به‌طور پیش فرض بازی می‌کند.

### علاقه اولیه جریان اصلی اقتصاد
در ابتدا کار فیشر تا حد زیادی به نفع کار کینز نادیده گرفته شد.
در دهه‌های بعد، گاه به گاه از مارپیچ‌های نزولی در بحث بدهی در جریان اصلی اقتصاد، به ویژه در The Great Crash، ۱۹۲۹ از جان کنت گالبرایت در سال ۱۹۵۴ یاد شده و چرخه اعتبار گاه به عنوان عامل اصلی چرخه‌های اقتصادی در دوران پس از جنگ جهانی دوم ذکر شده‌است. مانند (Eckstein & Sinai 1990)، اما بدهی خصوصی از مدل‌های اصلی اقتصاد کلان غایب باقی ماند. جیمز توبین فیشر را مؤثر در نظریه خود در مورد بی‌ثباتی اقتصادی عنوان کرد.
نظریه بدهی تورمی از دهه ۱۹۳۰ مورد مطالعه قرار گرفته‌است، اما اکثراً توسط اقتصاددانان نئوکلاسیک نادیده گرفته می‌شد، و اخیراً توانست علاقه عمومی به دست آورده‌است، اگرچه تا حدودی در حاشیه رسانه‌های آمریکا باقی مانده‌است.

## بن برنانک (۱۹۸۳)
عدم نفوذ تئوری بدهی تورمی فیشر در دروس دانشگاهی توسط، بن برنانک در (Bernanke 1995، p. 17) به خوبی توصیف شده‌است:
ایده فیشر در محافل دانشگاهی کمتر تأثیرگذار بود، هرچند، به دلیل استدلال مبنی بر اینکه بدهی تورمی چیزی بیش از توزیع مجدد از یک گروه (بدهکاران) به گروه دیگر (طلبکاران) ندارد. پیشنهاد می‌شود که توزیع مجدد خالص نباید اثرهای کلان اقتصادی داشته باشد.
برنانک با تکیه بر فرضیه پولی میلتون فریدمن و آنا شوارتز و همچنین فرضیه بدهی تورمی ایرووینگ فیشر، راهی جایگزین را ایجاد کرد که در آن، بحران مالی بر روی خروجی تأثیر گذاشت. وی براساس استدلال فیشر مبنی بر اینکه کاهش چشمگیر سطح قیمت‌ها و درآمدهای اسمی منجر به افزایش بدهی‌های واقعی می‌شود که به نوبه خود منجر به ورشکستگی بدهکار می‌شود، بنابراین منجر به کاهش تقاضای کل و کاهش بیشتر در سطح قیمت می‌شود که این امر باعث ایجاد مارپیچ بدهی تورمی می‌شود. به گفته برنانک، کاهش ناچیز در سطح قیمت، صرفاً ثروت را از بدهکارها به طلبکارها منتقل می‌کند بدون اینکه صدمه ای به اقتصاد وارد کند. اما هنگامی که تورم منفی (کاهش قیمت) شدید باشد، کاهش قیمت دارایی‌ها به همراه ورشکستگی بدهکارها منجر به کاهش ارزش اسمی دارایی‌ها در ترازنامه‌های بانکی می‌شود. بانک‌ها با سخت کردن شرایط اعتباری خود واکنش نشان می‌دهند. این به نوبه خود منجر به بحران اعتباری می‌شود که آسیب جدی به اقتصاد وارد می‌کند. یک بحران اعتباری باعث کاهش سرمایه‌گذاری و مصرف می‌شود که منجر به کاهش تقاضای کل می‌شود و علاوه بر این به مارپیچ افتراقی نیز کمک می‌کند.

## تفسیر پسا کینزی
بدهی تورمی در مکتب پسا کینزی به صورت وسیعی مورد مطالعه و توسعه قرار گرفت.
فرضیه ناپایداری مالی‌هایمان مینسکی، توسعه یافته در دهه ۱۹۸۰، نظریه فیشر را در ارائه توضیحی در مورد چگونگی شکل‌گیری حباب‌های اعتباری ستایش می‌کند: فرضیه عدم ثبات مالی نحوه تشکیل حباب‌ها را توضیح می‌دهد، در حالی که کاهش نظریه بدهی تورمی چگونگی ترکیدن آنها و اثرهای اقتصادی ناشی از آن را توضیح می‌دهد. مدل‌های ریاضی نظریه بدهی تورمی اخیراً توسط اقتصاددان پسا کینزی استیو کین توسعه یافته‌است.

## راه حل‌ها
فیشر راه حل بدهی تورمی را در تورم - بازگرداندن سطح قیمت به مقداری که قبل از کاهش قیمت بود - و به دنبال آن ثبات قیمت‌ها می‌دید، که باعث می‌شود "مارپیچ شریر" بدهی تورمی را بشکند. در صورت نبود تورم، او پایان این چرخه را فقط پس از "ورشکستگی بی مورد و بی رحمانه، بیکاری و گرسنگی" پیش‌بینی می‌کرد، و به دنبال آن "چرخه جدید رونق و رکود":
مگر اینکه بعضی اتفاقات ضد افت قیمت برای جلوگیری از افت قیمت به وقوع بپیوندد، رکودی این چنینی، چون رکود (۱۹۲۹–۱۹۳۳) (به خصوص دوره ای از این رکود که در آن هر چه بدهکارها بدهی خود را پرداخت می‌کردند بدهکار تر می‌شدند) میل به ادامه خواهد داشت، تا بیشتر در چرخه شریر غرق شود، برای سالهای طولانی. در آن زمان هیچ گرایشی برای جلوگیری از حرکت قایق وجود ندارد تا زمانی که واژگون شود. در نهایت و البته پس از تقریباً ورشکستگی جهانی بدهی سرعت پیشرفتش را کاهش خواهد داد؛ که پس از آن بازیابی اقتصاد و بازگشت به چرخه رونق_رکود را خواهیم داشت. این آن راه حل طبیعی برای خروج از رکود است، با ورشکستگی‌های بی‌مورد و بی رحمانه، بیکاری و گرسنگی.
از طرف دیگر اگر مقدمه درست باشد، همواره از لحاظ اقتصادی ممکن است که از وقوع چنین رکودی با افزایش سطح قیمت‌ها به همان سطحی که در زمان بستن قراردادهایی که چنین بدهی‌های سنگینی را به بار آوردند جلوگیری کرد یا این نوع رکودها را متوقف کرد و سپس در همان سطح آنرا حفظ کرد.
مفسران بعدی به‌طور کلی اعتقاد ندارند که تورم کافی است، و در درجه اول دو راه حل پیشنهاد می‌کنند: کاهش بدهی - به ویژه از طریق تورم - و محرک مالی.
به دنبال‌هایمان مینسکی، برخی استدلال می‌کنند که بدهی‌های فرض شده در اوج حباب به سادگی قابل بازپرداخت نیست - به این دلیل که آنها بر پایه فرض افزایش قیمت دارایی‌ها و نه ثبات قیمت دارایی‌ها استوار هستند: به اصطلاح «واحدهای پونزی». چنین بدهی‌هایی را نمی‌توان در یک محیط با قیمت‌های پایدار بازپرداخت کرد، بسیار کمتر در یک محیط نزولی، و در عوض باید یا به صورت پیش فرض، بخشیده یا بازنگری شود.
کاهش گسترده بدهی یا به اقدامات دولت یا مذاکرات فردی بین هر بدهکار و طلبکار نیاز دارد و به همین دلیل از نظر سیاسی مشاجره می‌شود یا به کار زیادی احتیاج دارد. یک روش اساسی برای تسویه بدهی، تورم است که باعث کاهش بار بدهی واقعی می شود، زیرا بدهی‌ها به‌طور اسمی فرق می کنند: اگر دستمزدها و قیمتها دو برابر شود، اما بدهی‌ها یکسان باقی بمانند، سطح بدهی‌ها به نصف کاهش می‌یابد. تأثیر تورم هر چه بیشتر باشد، نسبت بدهی به تولید ناخالص داخلی بیشتر است: با نسبت ۵۰٪، ۱۰٪ تورم در یک سال این نسبت را تقریباً پنج درصد کاهش می‌دهد {\displaystyle 50\%\times 10\%=5\%,} و این نسبت را به ۴۵٪ می‌رساند، در حالی که با نسبت ۳۰۰٪، ۱۰٪ تورم تقریباً بعث کاهش سی درصدی {\displaystyle 300\%\times 10\%=30\%,} تا ۲۷۰٪ این نسبت می‌شود. از نظر ارز خارجی، به ویژه در مورد بدهی مستقل، تورم با کاهش ارزش ارز مطابقت دارد. تورم منجر به انتقال ثروت از طلبکارها به بدهکارها می‌شود، زیرا طلبکارها به همان میزان که انتظار می‌رفت (به دلیل کاهش ارزش پول) و بر این اساس این راه حل مورد انتقاد و بحث سیاسی قرار می‌گیرد.
در سنت کینزی، برخی پیشنهاد می‌کنند که کاهش تقاضای کل ناشی از افت بدهی‌های خصوصی می‌تواند حداقل به‌طور موقت با رشد بدهی‌های عمومی جبران شود - "مبادله بدهی خصوصی برای بدهی دولت" یا به طرز حیرت‌انگیزی تری، حباب اعتباری دولت جایگزین حباب اعتباری خصوصی شود. در حقیقت، برخی معتقدند که براساس این مکانیسم است که اقتصاد کینزی در واقع در دوره رکود کار می‌کند - " محرک مالی " به سادگی به معنای رشد بدهی دولت است، از این رو تقاضای کل را افزایش می‌دهد. با توجه به سطح رشد بدهی دولت، برخی از طرفداران کاهش بدهی مانند استیو کین نسبت به این پیشنهادهای کینزی بدبین هستند.
با توجه به مشکل‌های سیاسی درک شده در کاهش بدهی و ناکارآمدی پیشنهادی‌های جایگزین، طرفداران نظریه بدهی تورمی یا نسبت به راه حل‌ها بدبین هستند، و انتظار دارند که کسری طولانی مدت باشد یا احتمالاً چندین دهه رکود ایجاد شود، یا معتقدند که تسویه بدهی‌های خصوصی (و کاهش بدهی‌های عمومی مرتبط - انکار فرض بدهی مستقل) در نتیجه دوره طولانی تورم به دنبال خواهد داشت.

## پشتیبانی تجربی و علاقه جریان اصلی اقتصاد مدرن

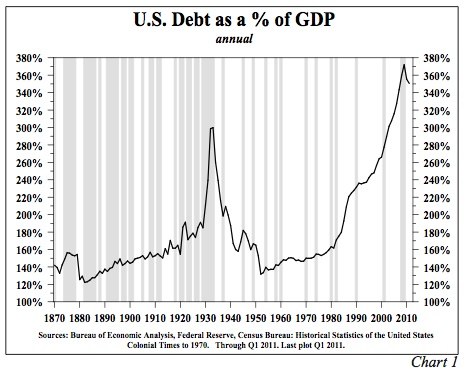

مطالعه‌های متعددی اثبات می‌کنند که حمایت تجربی از اعتبار فرضیه بدهی تورمی، که توسط فیشر و برنانک بیان شده‌است، به ویژه در پس زمینه رکود بزرگ، قابل توجه است. حمایت تجربی از مکانیسم انتقال برنانکی در فعالیت اقتصادی پس از جنگ جهانی دوم ضعیف تر است.
در دهه ۱۹۸۰ و ۱۹۹۰ میلادی تجدید علاقه ای به نظریه بدهی تورمی در دانشگاه‌ها، و تجدید نظر بیشتری به بدهی تورمی به دلیل بحران مالی ۲۰۰۷–۲۰۱۰ و رکود بزرگ متعاقب آن وجود داشت.
در سال ۲۰۰۸، دیپاک لال نوشت: "برنانک اطمینان داده‌است که مرحله دوم کاهش بدهی تورمی طرفداران فیشر رخ نخواهد داد. اما، مقام‌های سیاسی گذشته و حال آمریکا نتوانستند ترازنامه‌های بانکها، بنگاه‌ها و خانوارهای با اهرم بیش از حد را بازیابی کنند. " پس از بحران مالی ۲۰۰۷–۲۰۰۸ ، جنت یلن در سخنان خود به تأیید سهم مینسکی در درک چگونگی ظهور و انفجار حباب‌های اعتباری که منجر به فروش دارایی‌های تورمی می‌شود پرداخت. وی توضیح داد که چگونه فرایند ترکیب ترازنامه در حالی انجام شد که مصرف‌کنندگان هزینه‌های خود را کاهش می‌دهند تا بتوانند بدهی خود را تأمین کنند. به‌طور مشابه با استناد به مینسکی، چارلز جی والن در سال ۲۰۱۱ نوشت: "اقتصاد جهانی اخیراً یک بحران کلاسیک مینسکی را تجربه کرده‌است - بحرانی با ابعاد چرخه ای و نهادی (ساختاری)".
آثار Kenneth Rogoff و Carmen Reinhart که از سال ۲۰۰۹ منتشر شده‌است و علل فروپاشی مالی هم در دوره‌های اخیر مدرن و هم در طول تاریخ را، با تمرکز ویژه ای روی ایده بدهی‌های مشرف بررسی کرده‌اند.